# István Széchenyi
Le comte István Széchenyi de Sárvár-Felsővidék (hongrois : sárvár-felsővidéki gróf Széchenyi István, /ˈʃɑ̈ˑrvɑ̈ˑrˌfelʃøˑvidɛːki ˌɡroːf ˈse̝ːt͡ʃe̝ːɲi ˌiʃtvɑ̈ːn/), né à Vienne le 21 septembre 1791 et mort à Döbling le 8 avril 1860, est un homme politique, économiste et écrivain. Véritable polymathe, il est appelé de son vivant par Lajos Kossuth « le plus grand Hongrois ». Appréciation que le poète Mihály Babits confirme cent ans plus tard dans une étude qu'il lui consacre. Il se fait remarquer par son esprit innovateur dans de nombreux domaines tels que l'économie, la politique extérieure, les transports, les sports. Il met la Hongrie sur les rails du progrès et plusieurs établissements portent son nom.
Les Széchenyi sont une ancienne et influente famille hongroise, traditionnellement fidèles à la dynastie des Habsbourg, élevée au rang de la noblesse au début du XVIIIe siècle. Ils sont liés aux familles Liechtenstein, Esterházy et Lobkowitz.

## Biographie

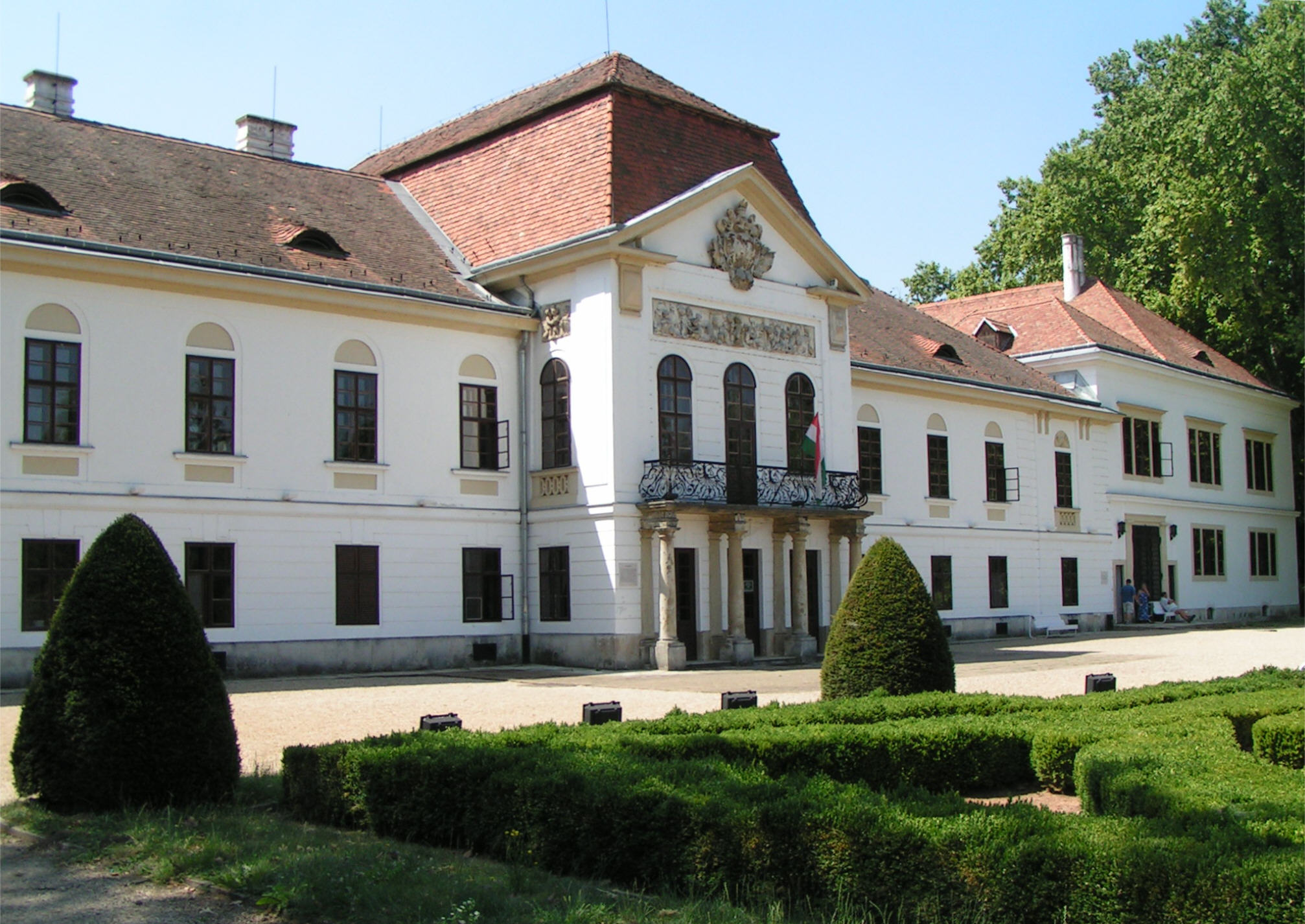
La demeure familiale à Nagycenk (dans le comitat de Győr-Moson-Sopron).

Il était le plus jeune des six enfants du comte Ferenc Széchényi, fondateur de la Bibliothèque nationale Széchényi et du Musée national hongrois et de la comtesse Julianna Festetics de Tolna. Il passa son enfance à Nagycenk et à Vienne. Il fut instruit par des professeurs privés à la demeure familiale de Nagycenk sous la direction de son père, mais il passa ses examens dans les établissements publics.
Ses études furent interrompues à l'âge de 17 ans. Les menaces napoléoniennes pesaient sur l'empire d'Autriche depuis 1796. Le sujet brûlant des sessions annuelles du parlement fut le recrutement des soldats. Un contingent de 25 000 nouveaux recrues fut voté en 1808 ainsi que la levée du Régiment d'Insurrection (Régiment noble). Le comte Ferenc Széchényi envoya ses trois fils à la guerre.

## Carrière militaire
István Széchenyi fut promu lieutenant au régiment des Hussards de Wurtemberg le 7 avril 1809. 

### Bataille de Raab
Pendant la bataille de Raab (1809) il fit preuve de courage : « Le général Meskó envoya dans la nuit du 14 au 15 juin le lieutenant-colonel Graf Széchenyi (de son état-major) à l'archiduc Joseph, porteur des nouvelles ». Széchenyi prit une barque sur le Danube pour ne pas tomber entre les mains des Français et atteignit le camp de l'archiduc. La jonction avec les troupes du général Johann Gabriel Marquis du Chasteler de Courcelles se fit le 20 juin. François Ier exprima sa satisfaction. 
Le régiment de l'Insurrection fut dissous le 18 décembre, mais Széchenyi resta au 7e régiment de Hussards Lichtenstein, puis il joignit le Ier régiment de uhlans (lanciers) du général Maximilian Merveldt le 1er mai 1811.

### Bataille de Leipzig
Le soir du 16 octobre 1813, le conseil militaire des forces alliées décida de mener le 18 octobre une attaque coordonnée et de grande envergure  contre l'armée encerclée de Napoléon. La parfaite coordination entre les différentes troupes parfois très éloignées fut indispensable. L'ordre d'attaque fut donné par Karl Philipp de Schwarzenberg feld-maréchal des armées autrichiennes qui stationnèrent dans la ville de Rötha au sud de Leipzig. Au château de Rötha furent présents le tsar Alexandre Ier et l'empereur autrichien François Ier. Le jeune Széchenyi se proposa de transmettre l'ordre d'attaque au général et feld-maréchal Gebhard Leberecht von Blücher qui stationnait au nord de la ville puis aux autres commandants des armées alliées. Le soir du 16 octobre il quitta la ville à cheval. Au fil d'une chevauchée périlleuse il contourna Leipzig par l'ouest et atteignit le camp du général Blücher à l'aube du 17 octobre. Széchenyi changea de cheval et repartit sur l'ordre de Blücher à Breitenfeld pour aviser Jean-Baptiste Jules Bernadotte généralissime de l'armée du nord. Le matin du 18 octobre il fut de retour au camp de Schwarzenberg. Széchenyi fut promu capitaine de première classe de la cavalerie et décoré de l'ordre de Saint-Vladimir (4e classe) par le tsar Alexandre Ier de Russie. Pour cette mission de messagerie il reçut en 1814 la décoration  militaire prussienne Pour le Mérite (Blauer Max - Max bleu), ainsi que la croix blanche de l'Ordre des Saints-Maurice-et-Lazare.
Széchenyi combattit à la bataille de Dresde (1813), à la bataille de Kulm et de Nollendorf (1813), à la bataille de Liebertwolkowitz (1813), à la bataille de Kösen (1813) et à la bataille d'Arcis-sur-Aube (1814). Il fut blessé plusieurs fois sur les champs de bataille.

### Bataille de Tolentino
Lors de la bataille de Tolentino, le 2 mai 1815, les troupes commandées par Széchenyi dispersèrent la garde personnelle de Joachim Murat. Il fut décoré de la petite croix de l'Ordre de Saint-Ferdinand et du mérite. 

Le 15 février 1826, il quitta l'armée définitivement et fut décoré de la Croix militaire de l'Autriche.

## Voyages
En parallèle du service militaire Széchenyi s'instruisit sans cesse et visita de nombreux pays. En septembre 1815 il partit en France puis il débarqua en Angleterre. En mai 1817 il voyagea en Italie et en Sicile et s'appliqua à l'étude de la poésie italienne. Entre novembre 1818 et février 1819, il visite la Grèce où il étudie la littérature et l'art de la Grèce antique. L'archéologie et l'étude des monuments antiques retient son attention. Par ailleurs, il s'émeut du sort de la population locale et souhaite vivement sa libération de l'occupation ottomane. Ensuite, il traversa le Bosphore et entra en Asie Mineure. Plus tard il parcourut les villes historiques de la Hongrie et de la Transylvanie et se fit des amis fidèles. En mai 1825 il fut nommé chambellan de la délégation qui représenta l'empereur François Ier aux cérémonies du sacre de Charles X dans la cathédrale de Reims.

## Ère des réformes

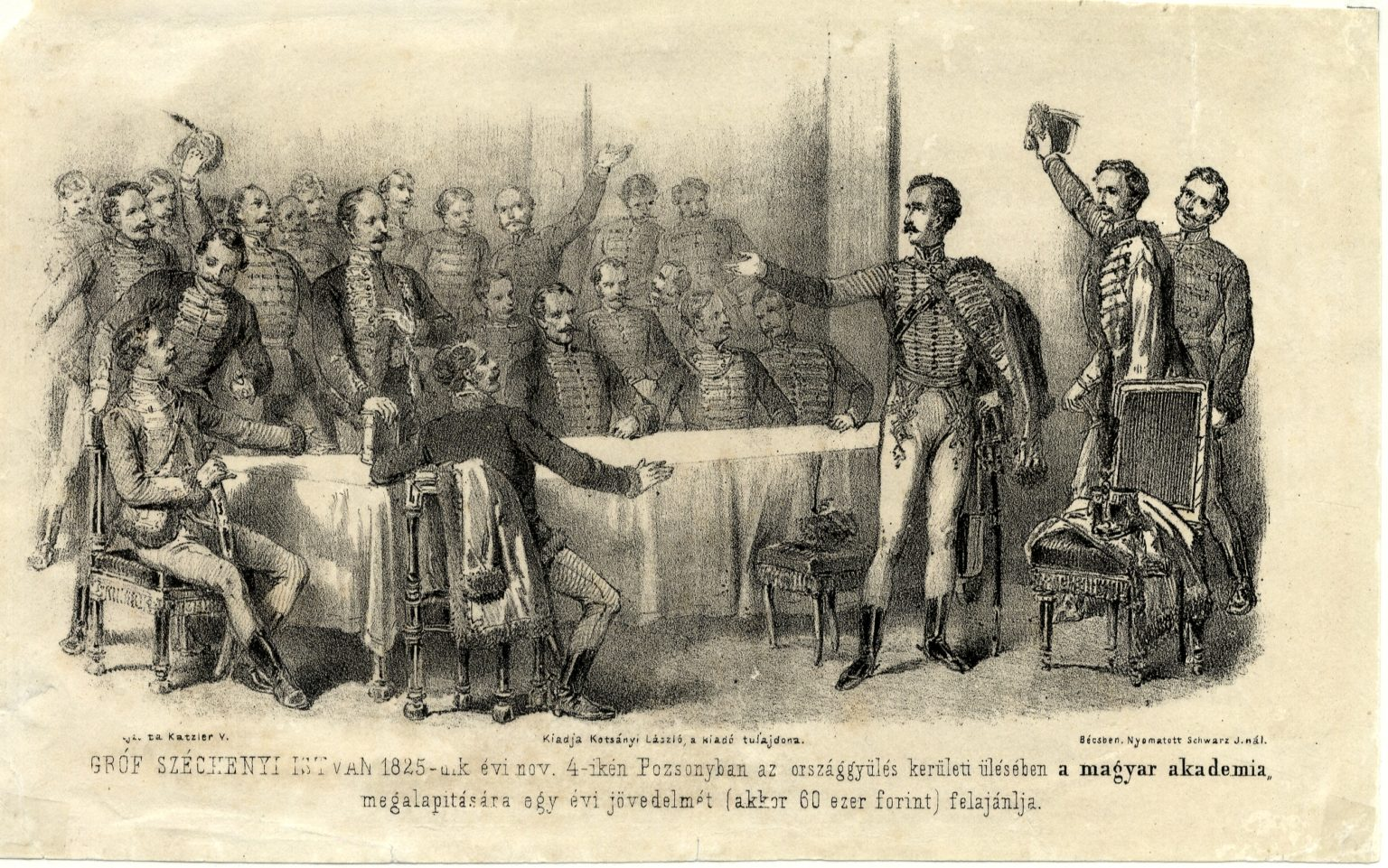
Széchenyi propose la fondation de l'Académie hongroise des sciences (lithographie).

Face à la résistance des comitats hongrois, Metternich dut convoquer la Diète après treize ans d’interruption. Cette convocation inaugura une ère de réformes jusqu’en 1848. 
La session parlementaire débuta en pleine ferveur patriotique le 3 novembre 1825 à Pozsony (aujourd'hui Bratislava). Széchenyi devint la figure emblématique de l'ère des réformes. Il proposa la fondation de l'Académie hongroise des sciences et offrit 60 000 forints (le revenu annuel de ses propriétés). À la suite de son discours enthousiaste Ábrahám Vay donna 8 000, le comte György Andrássy 10 000, le comte György Károlyi 40 000 forints. De nombreux députés contribuèrent à ce projet d'intérêt national. 
Lors de ses voyages en Angleterre Széchenyi fut impressionné par les courses à chevaux. En 1827 il introduisit en Hongrie les courses hippiques et le 10 juin de cette même année il fonda le Casino national, lieu de rencontre et de débats. 
En 1830 il publia le Hitel (Crédit) où il exposa ses idées sur la problématique de solvabilité. Il attaqua les lois féodales, le décret royal de 1351 en particulier qui statuait sur l'inaliénabilité des terres patrimoniales. L'interdiction d'hypothéquer empêchait tout crédit hypothécaire et constituait un obstacle infranchissable au développement rural. Après la publication de Hitel il fut vivement critiqué par ses adversaires et par ceux qui restèrent inconditionnellement fidèles aux Habsbourg.
Dans le Stadium (1831) il proposa un ensemble de réformes concernant:
- la solvabilité
- l'annulation du décret sur l'inaliénabilité des terres patrimoniales et l'abolition du droit à la confiscation générale par la Couronne
- le jus proprietas
- l'égalité devant la loi
- la participation proportionnelle aux charges publiques
- l'abolition des monopoles, des corporations et de la fixation des prix par l'État
- l'aménagement des cours d'eau sauvages et la construction des routes
- l'utilisation obligatoire de la langue hongroise dans la législation et dans les tribunaux à partir de 1835

### L'aménagement des Portes de Fer
Le 20 juin 1833 il fut chargé par le Ier palatin de Hongrie Joseph de Habsbourg-Lorraine (1776-1847) de mener les travaux de l'aménagement des Portes de Fer (Danube) à Orşova. Des masses de roches furent dynamitées sous la direction de l'éminent ingénieur Pál Vásárhelyi pour pouvoir élargir le lit du Danube. En 1834 Széchenyi et son équipe réussit à franchir les Portes de fer à bord du vapeur Argo.
Széchenyi n'épargna aucun effort pour promouvoir les activités de la Compagnie de navigation à vapeur du Danube, Vienne (Donaudampfschiffahrtsgesellschaft (DDSG). Széchenyi fut le promoteur de la navigation à vapeur sur le lac Balaton. Il inaugura en 1846 le vapeur Kisfaludy qui desservit Balatonfüred et Keszthely. 

### L'aménagement de la rivière Tisza
En traversant le grand Alföld, la plus grande plaine de l'Europe, la Tisza décrit des méandres. Les inondations qui se produisaient à cet endroit causaient des dégâts humains et matériels considérables. Après plusieurs vaines tentatives, c'est Széchenyi qui s'attela au projet d'aménagement conçu par l'ingénieur Pál Vásárhelyi, dont les travaux débutèrent le 27 août 1836. La longueur de la rivière fut diminuée, un nouveau lit fluvial fut creusé sur une longueur de 136 km. Un bras mort de presque 600 km fut aménagé et la déclivité de la rivière fut augmentée. 
Széchenyi introduit en Hongrie la sériciculture, fonda une société pour promouvoir le développement économique. Il fit construire le premier moulin à vapeur et fut l'initiateur de la construction du pont à chaînes qui relie les deux rives du Danube entre Pest et Buda.

## Révolution hongroise de 1848

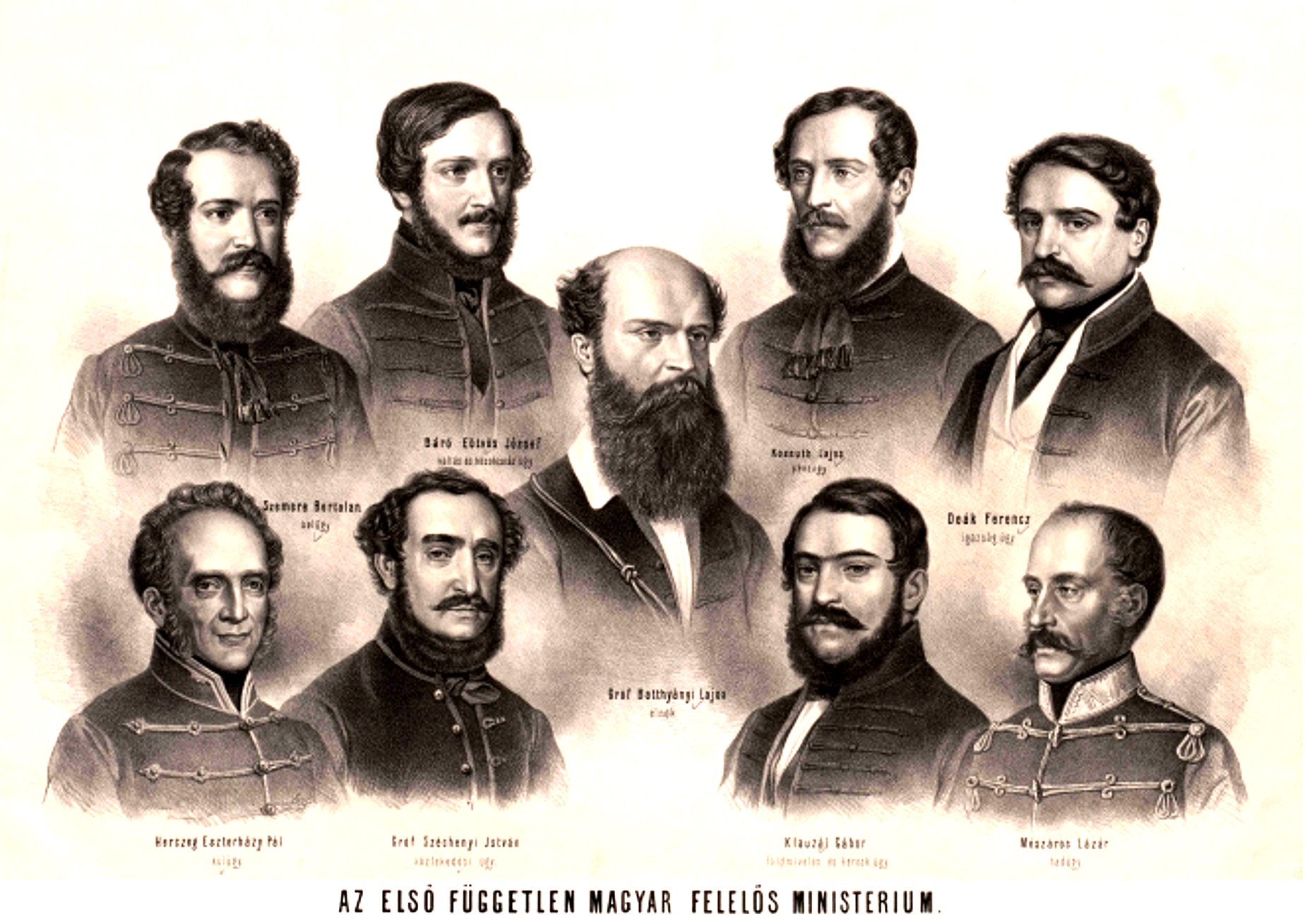
Le cabinet ministériel de Batthyány.

La Hongrie se déclara indépendante de l'Autriche. À la demande de Lajos Batthyány, il accepta de diriger le portefeuille des transports et des travaux publics entre le 23 mars 1848 et le 4 septembre 1848. 

L'échec de la guerre d'indépendance le plongea dans une dépression. Il fut hanté par l'idée du dépérissement de la nation. Il fut interné à l'asile de Döbling. Grâce à la sollicitude de son épouse il retrouva sa puissance mentale. Il y écrivit Önismeret (Introspection: se connaître soi-même) notes pédagogiques au sujet de l'éducation de l'enfant. 

Plus important encore son travail Ein Blick (1859) (Un coup d'œil) qui fut une réponse au pamphlet anonyme Rückblick (Un coup d'œil rétrospectif) (1857),  qui tenta de justifier les mesures répressives du système de contrôle policier imposées par Alexander von Bach à la suite de la guerre d'indépendance. Le pamphlet de Széchenyi fut publié à Vienne et à Londres. La police soupçonna un complot politique et effectua une perquisition chez Széchenyi. Il mit fin à ses jours le 8 avril 1860.

## Œuvres
- Hitel (Crédit), 1830.
- Stádium
- Világ (Lumière)
- Hunnia
- Kelet népe (Peuple d'orient)
- Traité pratique d'élevage
- Traité d'élevage de chevaux de sport
- Traité sur la sériciculture
- Consignes paternelles (adressées à ses fils)
- Notes diverses (appelées par Árpád Károlyi « La grande satire hongroise »)
- Napló (Journal intime)
- Önismeret, (Introspection: se connaître soi-même) (notes pédagogiques au sujet de l'éducation de l'enfant)
- Ein Blick auf dem anonymen Rückblick (Un coup d'œil sur l'Un coup d'œil rétrospectif)

## Famille

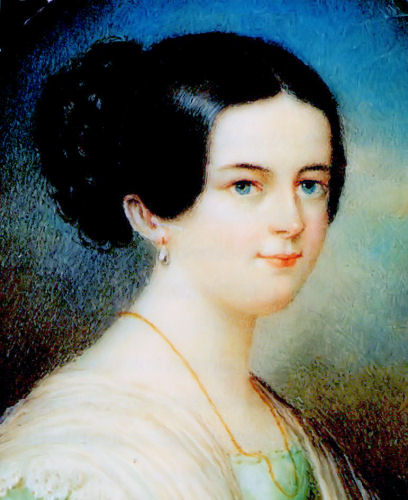
Crescence Seilern-Aspang.

En 1836 Széchenyi épousa la comtesse Crescence (Louise) Seilern-Aspang (veuve Zichy) qui fut longtemps sa muse. Le couple eut deux fils et une fille:
- Béla (1837-1908)
- Ödön (1839-1922)
- Júlia (1844-1844)

Béla Széchenyi voyagea en Asie centrale, il fut un explorateur géographique. 

Ödön Széchenyi fonda le service d'incendie hongrois. En 1880 il fut nommé par le sultan Abdülhamid II pacha de l'Empire ottoman. 

## Décorations
- Pour le Mérite (Royaume de Prusse)
- Ordre des Saints-Maurice-et-Lazare (Maison de Savoie)
- Ordre de Saint-Ferdinand et du mérite (Royaume de Naples)
- Ordre de Saint-Vladimir (Empire russe)
- Ordre du Saint-Esprit (Royaume de France)

## Galerie

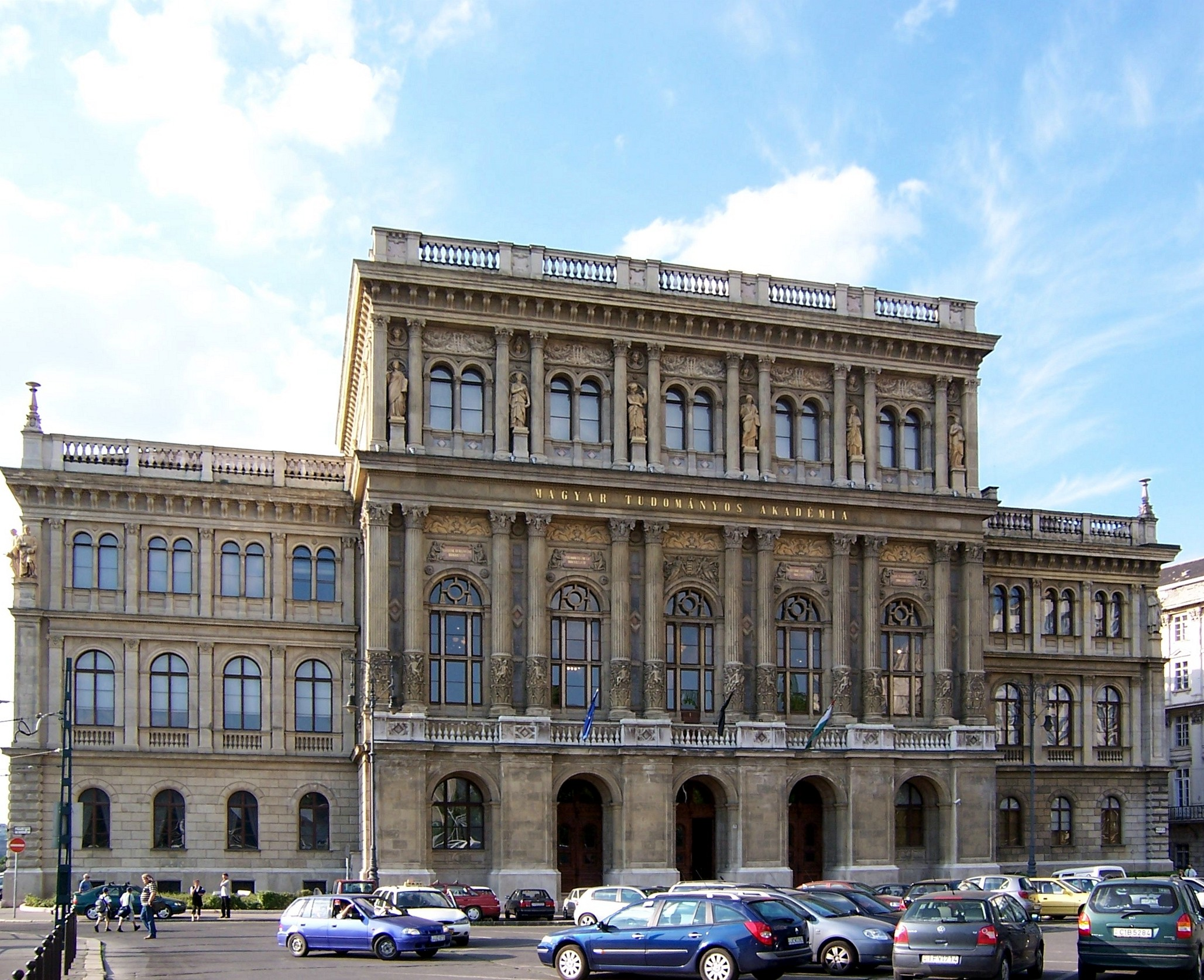
L'Académie hongroise des sciences.
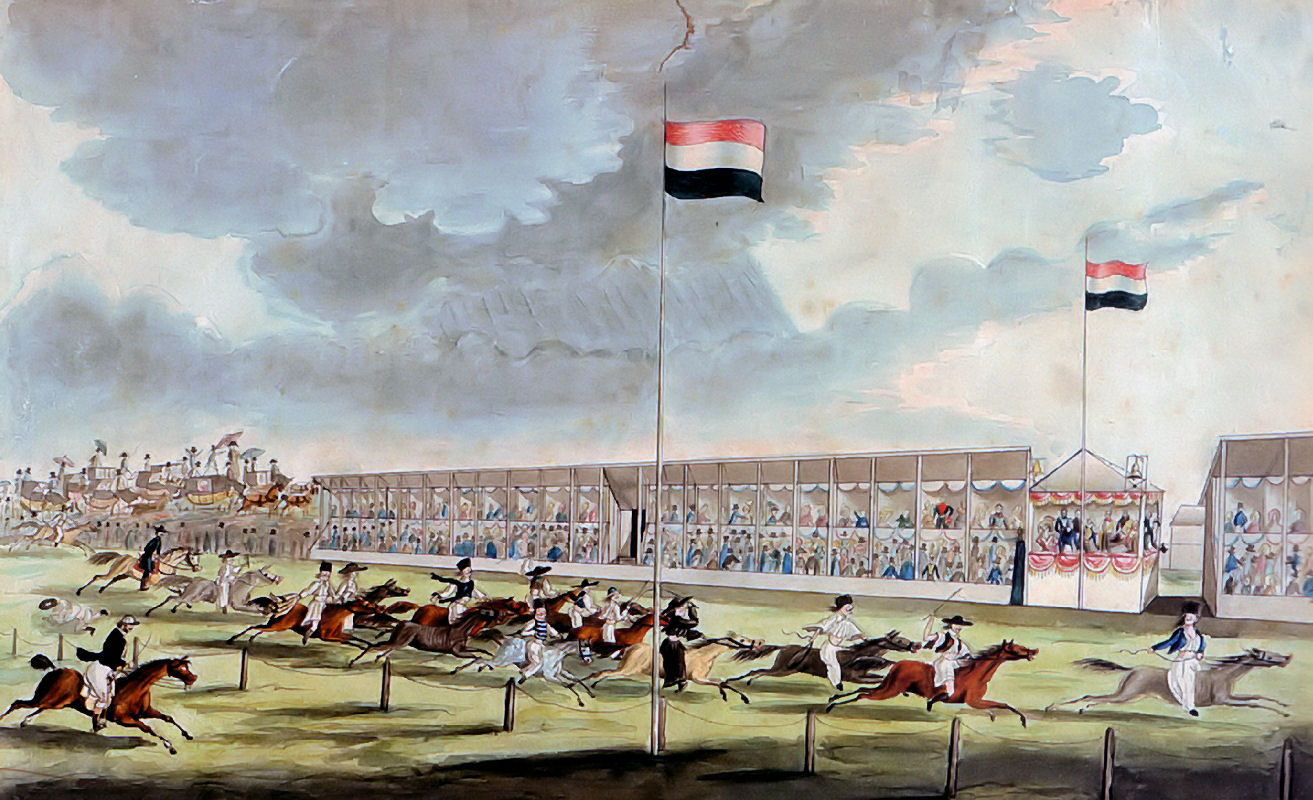
Les premières courses hippiques à Pest, 1827 (lithographie).
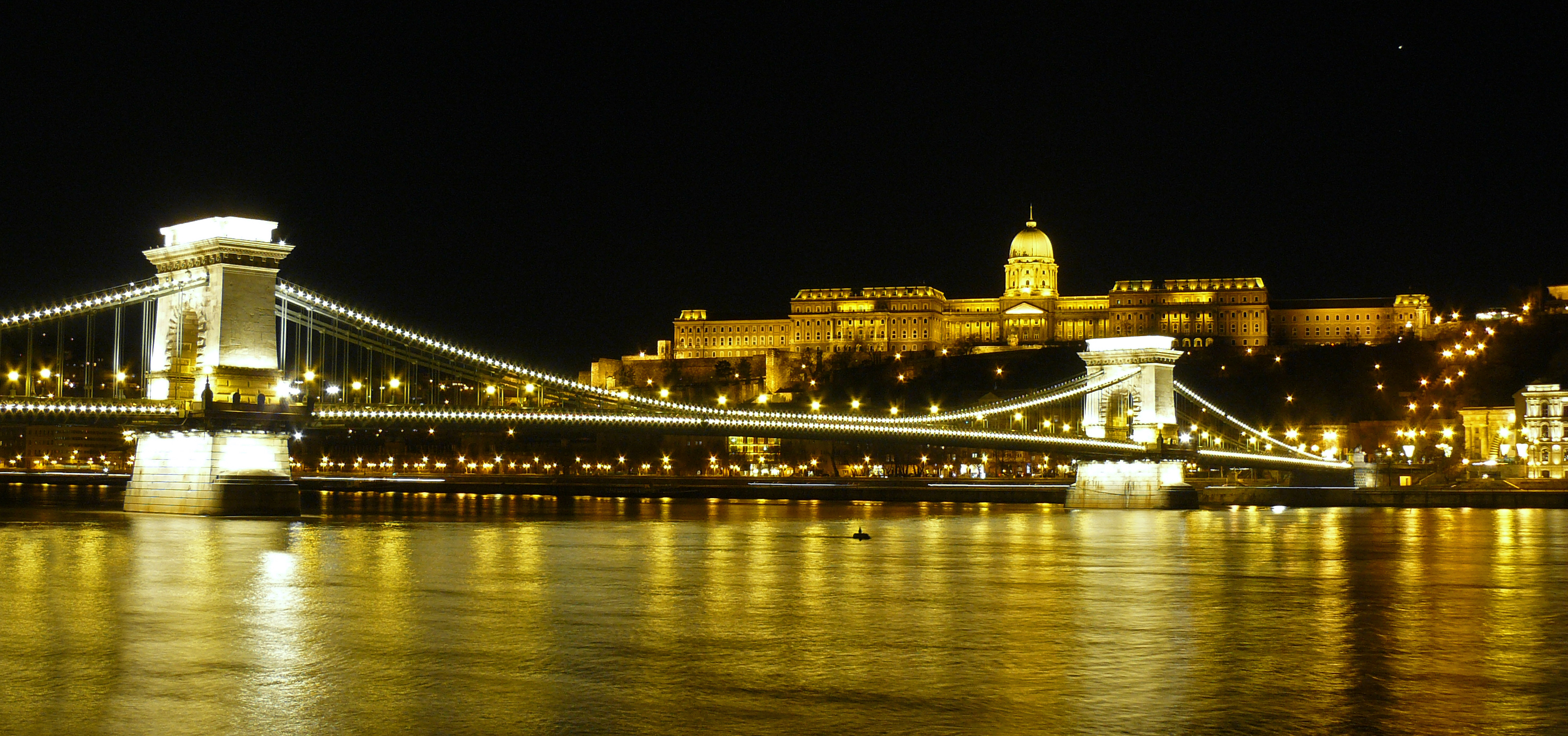
Pont à chaînes (pont des chaînes Széchenyi).
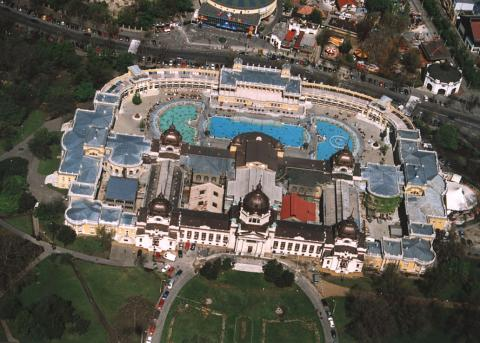
Bains Széchenyi.